# Deutsche Badminton-Mannschaftsmeisterschaft 1960/61
Die Deutsche Badminton-Mannschaftsmeisterschaft 1960/61 bestand aus einer regionalen Ligenrunde, auf die eine Zwischenrunde in vier Gruppen folgte. Die vier Sieger qualifizierten sich für das einrundige Halbfinale, auf welches das Finale am 14. Mai 1961 in Bonn folgte. Meister wurde der 1. DBC Bonn, der im Endspiel den VfB Lübeck mit 7:4 besiegte.

## Halbfinale
1. DBC Bonn – MTV München von 1879 8:3

VfB Lübeck – Merscheider TV 8:3

## Finale
1. DBC Bonn – VfB Lübeck 7:4

## Endstand
- 1. 1. DBC Bonn
(Ralf Caspary, Walter Stuch, Kurt Hennes, Jap Tjiang Beng, Günter Ropertz, Luise Schmitz, Gunhild Scholz, Ute Harlos, Marlies Caspary)
- 2. VfB Lübeck
(Jürgen Jipp, Manfred Puck, Willy Suhrbier, Ulrich Adler, Bärbel Wichmann, Anneli Hennen)
- 3. Merscheider TV
(Klaus Dültgen, Konrad Hapke, Dieter Füllbeck, Jürgen Koch, Gitti Neuhaus, Karin Grego)
- 3. MTV München von 1879
(Rupert Liebl, Wolfgang Blümel, Karl Bubel, Günter Ledderhos, Heide Bichler, Renate Uschold)